# Дженні Делоні
Дженні Делоні (англ. Jenny Eakin Delony, також відома як Jenny Eakin Delony Rice і Jenny Meyrowitz; 1866—1949) — американська художниця, педагог і громадська діячка. Спеціалізувалася на написанні відомих історичних діячів США, але також створювала пейзажі, натюрморти та жанрові картини. Була засновником художньої освіти в Арканзасі. Була членом організацій United Daughters of the Confederacy і Daughters of the American Revolution.

## Біографія
Народилася 13 травня 1866 в місті Вашингтон, штат Арканзас, в сім'ї юриста Alchyny Turner Delony і його дружини Elizabeth Pearson Delony.
Навчалася в Female Institution у Стонтоні, Вірджинія, де отримала золоту медаль в області музики і мистецтва. Своє професійне навчання почала в Академії мистецтв Цинциннаті, провчившись там з 1886 по 1888 роки. Потім продовжила навчання в Парижі в Академії Жуліана і Académie Delécluse, а також брала приватні уроки в майстерні художника Paul-Louis Delance
З 1892 по 1893 роки навчалася в Сент-Луїській школі мистецтв (англ. St. Louis School of Art), потім до 1895 року в Венеції, у італійського живописця Stefano Novo. У 1896 році вона навчалася в школі образотворчих мистецтв в Парижі (фр. École des Beaux-Arts) — це був перший рік, коли для навчання в ній були допущені жінки. У цьому ж році вона стала однією з перших жінок, яка вивчала анатомію в École de Médecine в Парижі. Повернувшись в США, Делоні деякий час навчалася у американського художника Вільяма Чейза, будучи його особистим секретарем в Shinnecock на Лонг-Айленді з 1891 по 1902 роки. Вона створила в Літл-Року власну студію і протягом 1880-х і 1890-х років писала портрети багатьох знатних осіб.
Дженні Делоні була членом American Artists Professional League, National Association of Women Artists і National Arts Club. Була однією з перших жінок-членів Національної академії дизайну і перших жінок. що на ній виставлялися. Її роботи виставлялися також в Філадельфії, Бостоні та Нью-Йорку; в Woman's Art Club of New York і New York Water Color Club. Вона представляла США на різних виставках: World Cotton Centennial Exposition (Нью-Орлеан, 1884), State Exposition (Літл-Рок, 1887), Cotton States and International Exposition (Атланта, 1895) і на Всесвітній виставці 1893 року в Чикаго. Стала лауреатом багатьох премій.
Крім образотворчої діяльності, Делоні займалася і педагогічною — викладала живопис у Вірджинії: в Virginia Female Institute в місті Роанок (1893—1894) і в Norfolk College for Young Ladies в Норфолку (1894—1896). З 1897 по 1899 роки вона була першим артдиректором університету University of Arkansas в місті Феєтвілл. Також займалася громадською діяльністю, виступаючи за активне виборче право жінок. У 1900 році переїхала в Нью-Йорк, де відкрила художню студію. У червні 1904 року представляла американських жінок в якості експонента в рамках International Council of Women в Берліні, Німеччина.
До 1935 року художниця віддалилася від нью-йоркського мистецького життя і повернулася в Літл-рок, де жила в будинку своїх батьків з сестрою Дейзі. Померла 1 квітня 1949 року Літл-Року, штат Арканзас. Похована на міському кладовищі Oakland Cemetery.

## Сім'я
10 грудня 1891 року вона вийшла заміж за Nathaniel J. Rice з міста Денвер, штат Колорадо, який помер в 1893 році. Другим її чоловіком з 19 листопада 1910 був Paul A. Meyrowitz з міста Чикаго, штат Іллінойс; вони стали жити окремо в 1920-х роках.

### Приклади робіт

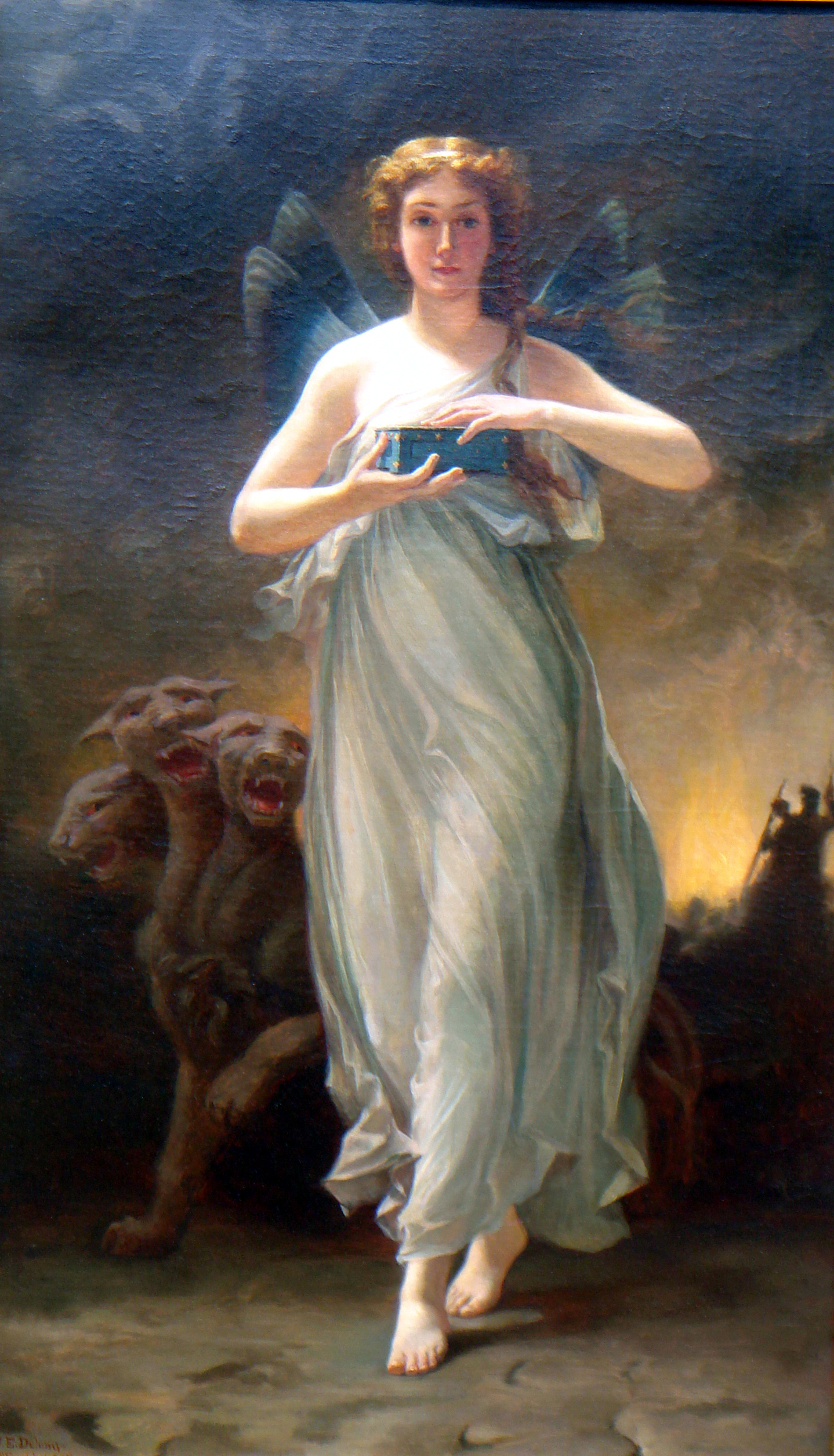
Psycle after Curzon
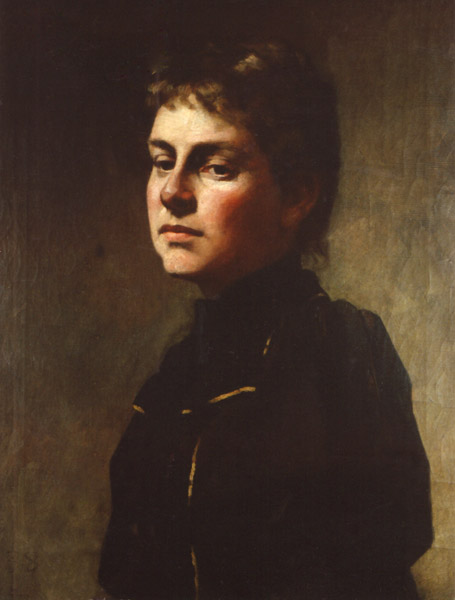
Self-portrait
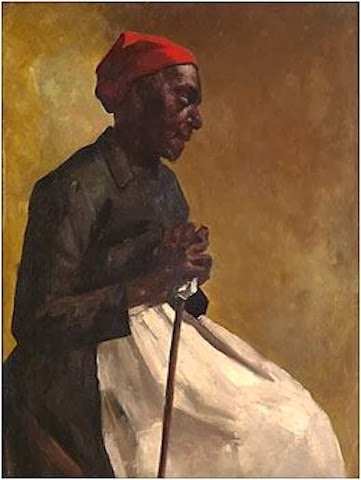
Arkansas Made